# Овчарово (Добрицька область)
Овча́рово (болг. Овчарово) — село в Добрицькій області Болгарії. Входить до складу общини Добричка.

## Населення
За даними перепису населення 2011 року у селі проживали 528 осіб.
Національний склад населення села:
| Національність   | Кількість осіб | Відсоток |
| ---------------- | -------------- | -------- |
| болгари          | 303            | 67,6%    |
| турки            | 96             | 21,4%    |
| цигани           | 35             | 7,8%     |
| інша             | 3              | 0,7%     |
| не визначились   | 11             | 2,5%     |
| Всього відповіли | 448            |          |

Розподіл населення за віком у 2011 році:
Динаміка населення: